# Гамма (обсерваторія)
Астрофізична обсерваторія Гамма — спільний радянсько-французький космічний апарат з дослідження неба у гамма-діапазоні. Був запущений у 1990 році. Внаслідок різних неполадок у роботі наукової апаратури обсерваторії не вдалося отримати значних наукових результатів.

## Історія
Перші нариси проєкту можна віднести ще до середини 1960-х років, коли астрофізична обсерваторія планувалася як частина великої орбітальної станції, основний модуль якої міг би бути запущений ракетою Н-1. На початку 1970-х років концепція орбітальної станції зазнала значних змін, втілившись в орбітальних станціях «Салют» і «Мир». У зв'язку з цим основна платформа обсерваторії також зазнала змін — замість модуля орбітальної станції за основу було взято космічний корабель «Союз». Робота над науковими інструментами станції почалася в 1972, французькі інститути підключилися до проєкту в 1974 році.
Проєкт обсерваторії «Гамма» був готовий у 1978 році та був затверджений разом зі станцією «Мир» у 1979 році. На цій стадії проєкту обсерваторія містила стиковочний модуль, що дозволяло б стикування й обслуговування з космічних кораблів «Союз». Планувалося, що раз на пів року обсерваторію відвідуватимуть космонавти й замінюватимуть фотоплівки й, можливо, інструменти обсерваторії. Ці плани були скасовані в 1982 році, коли з'ясувалося, що всі «Союзи», що будуються, будуть потрібні для робіт зі станцією «Мир». Усі системи, що працюють на фотоплівках, були замінені на електронні, що дозволяли передачу результатів вимірювань на Землю по радіоканалу. У цей час запуск обсерваторії був запланований на 1984 рік, проте невдовзі через значні технічні проблеми запуск був затриманий і відбувся лише в 1990 році.

## Інструменти

### Гамма-1
Телескоп «Гамма-1» — основний інструмент обсерваторії — призначався для роботи в діапазоні енергій 50 МЕВ-5 Гев. Телескоп являв собою систему з детектора антизбігів, часопролітної системи, широкозазорних іскрових камер, газового черенковського лічильника, калориметра і тіньової маски. Використання тіньової маски дозволяло істотно поліпшити кутову роздільну здатність телескопа, до 5 кутових мінут, що було дуже істотно для визначення природи великої кількості об'єктів, відкритих в попередніх гамма-місіях (наприклад Cos-B). Телескоп мав чутливу площу близько 500 см2, що значно більше, ніж у попереднього інструменту Європейського космічного агентства на обсерваторії Cos-B.
Відразу після запуску супутника з'ясувалося, що в гамма-телескопі не працює подача високої напруги на іскрову камеру, що катастрофічно позначилося на можливостях телескопа будувати зображення. У такому варіанті телескоп «Гамма-1» не зміг дати той науковий вихід, на який розраховували його творці. Основна кількість спостережень, проведене за допомогою телескопа «Гамма-1», була витрачена на періодичні гамма-джерела-пульсари Вітрил, Краба, Гемінгу, а також на дослідження сонячних спалахів.
Телескоп був спільним проектом Московського інженерно-фізичного інституту, Інституту космічних досліджень АН СРСР, Фізичного інституту ім. П. Н. Лебедєва АН СРСР, Ленінградського фізико-технічного інституту (СРСР), Центру ядерних досліджень (Сакле, Франція) і Центру досліджень космічного випромінювання (Тулуза, Франція). Зоряний Датчик гамма-телескопа був зроблений вченими з Польської академії наук.

### Диск-М
Телескоп «Диск-М» був розробкою Фізико-технічного інституту ім. Іоффе АН СРСР і був призначений для отримання зображень неба в енергетичному діапазоні 0,1-8 МеВ. Телескоп працював за принципом кодованої апертури, тобто відновлював зображення неба по тіньовій картині, створеній маскою телескопа на реєструючому позиційно-чутливому детекторі. Детектор зі сцинтиляційних кристалів NaI(Tl), оточений захисними кристалами CsI (частина антизбігового захисту). Інструмент вийшов з ладу невдовзі після запуску обсерваторії.

### Пульсар Х-2
Інструмент Пульсар Х-2 був призначений для спостережень рентгенівських барстерів, різних транзієнтів і пульсарів в енергетичному діапазоні 2-25 кеВ. Інструмент складався з чотирьох ідентичних пропорційних лічильників з ефективними площами близько 150 см² кожен і полями зору 10×10 градусів, розведених один від одного на кут близько 10 градусів таким чином, що загальне поле зору становило 30×30 градусів. Кутова роздільна здатність інструменту — близько 20 кутових мінут для яскравих джерел. Інструмент був спільною розробкою Московського інженерно-фізичного інституту, Інституту космічних досліджень АН СРСР (СРСР) та Центру досліджень космічного випромінювання (Тулуза, Франція).

## Основні результати
Зважаючи на те, що внаслідок відмови ланцюга високої напруги іскрової камери основний інструмент обсерваторії (телескоп «Гамма-1») втратив можливість будувати зображення, обсерваторія провела спостереження ряду яскравих гамма-джерел — пульсарів. Інструмент «Диск-М» вийшов з ладу невдовзі після виведення обсерваторії на орбіту. Допоміжний інструмент «Пульсар Х-2» провів вимірювання профілів імпульсу пульсарів паралельно зі спостереженнями телескопа «Гамма-1».